# Декабрь 2019 года

Список событий декабря 2019 года.

## События
- 1 декабря
  - В Забайкальском крае погибли 19 человек из 44 в результате падения автобуса Kia Granbird с моста в реку Куенга в 60 км от города Сретенска[1].
  - Премьер-министр Ирака Адиль Абдул-Махди ушёл в отставку на фоне протестов, в которых погибли около 400 человек[2].
- 2 декабря
  - Россия и Китай запустили в эксплуатацию газопровод «Сила Сибири»[3].
  - Нобелевский комитет по литературе решили покинуть два внешних эксперта — писатели Кристоффер Леандер и Гун-Бритт Сундстрем, одна из причин — присуждение Нобелевской премии австрийскому писателю и драматургу Петеру Хандке[4].
  - Премьер-министр Самоа Туилаэпа Саилеле Малиелегаои объявил о фактической остановке работы правительства и прекращении работы большинства государственных служб на несколько дней — их сотрудники были брошены на борьбу с эпидемией кори, в результате которой умерли 53 человека и госпитализированы более 1100 человек[5].
  - В Северной Корее прошла торжественная церемония завершения строительства нового города Самджиёна, построенного в одноименном уезде[6].
- 3 декабря
  - Власти Чехии вернули гражданство писателю Милану Кундере[7].
  - Премьер-министр Финляндии Антти Ринне ушёл в отставку. Причиной отставки он назвал «разногласия в коалиции в связи с прошедшей забастовкой работников государственной почтовой службы»[8].
- 4 декабря
  - Германия объявила о высылке 2 российских дипломатов из-за убийства чеченского полевого командира Зелимхана Хангошвили, предположительно совершенного российскими спецслужбами[9].
  - Боевики бригады Мисураты попытались осуществить переворот в Ливии[бел.][10].
  - Основатели Google Сергей Брин и Ларри Пейдж ушли из родительской компании Alphabet[11].
- 5 декабря
  - Во Франции началась всеобщая забастовка против пенсионной реформы, предложенной Эмануэлем Макроном[12].
- 7 декабря
  - В Беларуси прошли протесты против интеграции с Россией, продлившиеся до 29 декабря.
- 8 декабря
  - В Котласе на юге Архангельской области на митинг против строительства полигона московского мусора на станции Ши́ес в городе пришли 10 250 человек[13].
- 9 декабря
  - В результате извержения вулкана на острове Уайт-Айленд в Новой Зеландии погибли 14 человек[14].
  - Всемирное антидопинговое агентство на четыре года отстранило Россию от международных соревнований — в том числе Олимпиад и чемпионатов мира[15].
  - Представительница Южно-Африканской Республики, 26-летняя Зозибини Тунзи победила в конкурсе «Мисс Вселенная 2019»[16].
- 10 декабря
  - Эдускунта утвердил кандидатуру Санны Марин на пост премьер-министра Финляндии[17].
  - Власти района Прага-Ржепорие решили установить памятник Русской освободительной армии («власовцам»)[18].
- 11 декабря
  - 16-летняя экоактивистка из Швеции Грета Тунберг признана человеком 2019 года по версии журнала Time[19].
  - В итальянском городе Пьяченца нашли картину австрийского художника Густава Климта «Портрет женщины», стоимость которой оценивается в 60 миллионов евро[20].
  - Жители автономного региона Бугенвиль на референдуме проголосовали за независимость от Папуа — Новой Гвинеи[21].
- 12 декабря
  - При пожаре на авианесущем крейсере «Адмирал Флота Советского Союза Кузнецов» два человека погибли, пострадали 10 человек[22].
  - В Москве правоохранительные органы провели обыски в московском офисе IT-компании Nginx, поводом для следственных действий стало заявление от холдинга Rambler Group о нарушении авторских прав[23].
- 13 декабря
  - В Великобритании победу в парламентских выборах одержала Консервативная партия под руководством Бориса Джонсона, выступающего за Брексит[24].
  - Бывший премьер-министр Турции Ахмет Давутоглу объявил о создании «Партии будущего», которая намерена бросить вызов правящей партии справедливости и развития[25].
- 14 декабря
  - Свергнутый президент Судана Омар аль-Башир признан виновным в коррупции и приговорён к двум годам лишения свободы[26].
  - Луноход «Юйту-2», входящий в состав китайской автоматической межпланетной миссии «Чанъэ-4», стал рекордсменом по длительности эксплуатации[27].
- 16 декабря
  - К Apple, Alphabet (материнская компания Google), Tesla, Dell и Microsoft подан коллективный иск в связи с гибелью детей на кобальтовых шахтах в Демократической Республике Конго[28].
- 17 декабря
  - Международная сеть CODART, объединяющая около 700 музейных кураторов-специалистов по старому голландскому и фламандскому искусству, объявила о создании собственного канона — списка работ, имеющих особое значение для истории искусства[29].
  - «Шаньдун», первый китайский авианосец собственного производства, передан Военно-морским силам Народно-освободительной армии Китая в порту города Санья на юге острова Хайнань[30].
  - В Анкаре задержан 171 человек, которых подозревают в связях с организаторами попытки государственного переворота 2016 года, подозреваемых вычисляли по использованию приложения ByLock на их смартфонах[31].
- 18 декабря
  - Программа Cosmic Vision: с космодрома Куру́ успешно стартовала российская ракета-носитель «Союз-СТ-А» с четырьмя спутниками и европейским телескопом CHEOPS, предназначенным для поиска экзопланет[32].
  - Палата представителей США поддержала обе статьи импичмента Дональда Трампа[33].
  - В порту города Певек Чукотского автономного округа начала работать единственная в мире плавучая атомная электростанция (ПАТЭС) «Академик Ломоносов»[34].
- 19 декабря
  - Совершена атака на здание ФСБ на Лубянке: трое убитых (в том числе нападавший), пятеро раненых[35].
- 21 декабря
  - В 30 городах России прошли православные молебны против принятия закона о домашнем насилии[36].
- 22 декабря
  - Commercial Crew Program: завершился частично успешный первый полёт космического корабля Starliner компании «Боинг»[37].
- 23 декабря
  - Открылось пассажирское железнодорожное сообщение по Крымскому мосту[38].
- 25 декабря
  - В Буркина-Фасо боевики атаковали военный отряд в северной провинции Сум, в результате нападения погибли 35 мирных жителей, а также семеро военных[39].
  - Президент Турции Реджеп Тайип Эрдоган сообщил, что он готовится к развёртыванию турецких войск в Ливии для поддержки признанного международным сообществом правительства страны в Триполи[40].
  - На Севмаше в Северодвинске спущена на воду многоцелевая атомная подводная лодка К-573 «Новосибирск»[41].
- 26 декабря
  - На Адмиралтейских верфях спущена на воду подводная лодка «Волхов»[42].
  - Совет директоров компании «Роскино» принял решение об отставке директора компании Екатерины Мцитуридзе[43].
  - В Азии состоялось кольцеобразное солнечное затмение.
- 27 декабря
  - Правительство Японии приняло решение направить силы самообороны страны для патрулирования и сбора информации в районе Оманского залива и северной части Аравийского моря[44].
  - Лайнер Fokker-100 рухнул при взлёте из аэропорта Алма-Аты, 12 человек погибли и 49 пострадали[45].
- 28 декабря
  - Несколько десятков человек погибли в городе Могадишо, столице Сомали, при взрыве бомбы, заложенной в автомобиле[46].
- 29 декабря
  - Американская астронавтка Кристина Кук установила рекорд продолжительности полёта среди женщин[47].
- 30 декабря
  - В городе Шэньчжэнь на юге КНР суд в ходе публичного слушания приговорил ученого-генетика Хэ Цзянькуя, заявившего в прошлом году о рождении первых в истории генномодифицированных девочек-близняшек, к трем годам тюремного заключения и 3 миллионам юаней штрафа[48].